# حسن زهران
حسن زهران (مواليد 7 يونيو 1985) لاعب كرة قدم إماراتي يجيد اللعب في الدفاع.
لعب سابقاً لأندية بني ياس والظفرة و الوصل و عجمان .

## روابط خارجية
- حسن زهران على موقع Soccerway.com (الإنجليزية)